# DVD-Authoring
DVD-Authoring bezeichnet das Gesamtverfahren, bei welchem der Prototyp (Master) einer DVD aus unterschiedlichen Inhalten (Film, Video, Bilder, Tonspuren, Untertitel etc.) generiert wird. Das DVD-Authoring ist ein Zwischenschritt zwischen der Nachbearbeitung (Postproduktion) und der Vervielfältigung. Zur Nachbearbeitung zählen etwa Filmschnitt, Animation, Retusche und Synchronisation, während mit Vervielfältigung die reine Replikation im DVD-Presswerk gemeint ist. Alles dazwischen gehört zum Oberbegriff Authoring.
Das Ergebnis des Authoring im professionellen und herkömmlichen Sinne ist demnach keine lauffähige gebrannte DVD-R, sondern entspricht Layerdaten im DDP-Format, die per Standard auf DLT-Bändern (heute auch inzwischen per Wechselfestplatte etc.) dem Presswerk zur Verfügung gestellt werden. Bei einer einschichtigen DVD-5 wird demnach ein Datensatz bzw. -band generiert, bei einer zweischichtigen DVD-9 demnach zwei Bänder und Sätze. Das Presswerk erstellt dann anhand der ihm zur Verfügung gestellten Layerdaten die sog. Glasmaster, das Positiv für die anschließende physische Pressung. Zwar sind inzwischen wohl alle Authoring-Programme in der Lage, lauffähige gebrannte DVD-R zu generieren, doch taugt eine solche selbstgebrannte DVD mangels Verankerung im DVD-Standard nur bedingt für Abspielzwecke und gar nicht für die Vorstufe zum Presswerk, da ihr für letzteres wichtige Speicherbereiche fehlen.
Das Authoring konzentriert sich zum einen auf das Encoding, womit der Prozess gemeint ist, bei dem Film- und Toninhalte normgerecht umgewandelt werden. Zum anderen liegt der Schwerpunkt auf der verbrauchergerechten Aufbereitung von Inhalten, demzufolge auf dem Design von interaktiven Menüs und der zugehörigen, auch fallabhängigen Programmierung, so dass es dem Anwender letztlich möglich ist, auf einfache Art und Weise durch die Inhalte der DVD zu navigieren oder gar einfache interaktive Spiele zu spielen. Charakteristisch für die DVD-Video ist im Wesentlichen das Merkmal, ein und denselben audiovisuellen Inhalt (zum Beispiel Film) aus unterschiedlichen Perspektiven (=Multi-Angle-View), mit unterschiedlichen Tonspuren (=Multi Language) und verschiedenen Untertiteln konsumieren zu können. 
Zum DVD-Authoring gehört außerdem das Voreinstellen des Region-Codes (=Ländercode) und vor allem das Aufbringen des Kopierschutzes, wozu nach dem DVD-Spec-Sheet in erster Linie Macrovision und CSS gehören. Hierbei wird nicht der Schutz selbst aufgebracht, sondern lediglich die Information dahingehend, welche Teile der DVD geschützt werden sollen. Bei CSS wird hierzu eine sogenannte VOBTABLE erzeugt, eine Tabelle mit relativen Speicheradressen der einzelnen zu schützenden Objekte, zum Beispiel die physikalischen Startadressen der Video-Objects (=VOBs).
Auf dem Markt sind diverse DVD-Authoring-Anwendungen mit stark unterschiedlichem Funktionsumfang und Preisgefüge. Dennoch erfüllen nur wenige Programme den vollen Standard, so zum Beispiel Sonic Scenarist für PC und in Ansätzen DVD Studio Pro von Apple, der überwiegende Teil ist mangels Funktionsumfang und Prüfmöglichkeiten eher im amateur- und semiprofessionellen Bereich anzusiedeln. Im Herstellungsprozess professioneller DVD-Produktionen wird das Authoring zumeist von spezialisierten Studios wie etwa Imagion übernommen.

## Software (Auswahl)
Proprietäre Software
- Scenarist SD
- Spruce Maestro
- DVD-Lab Pro
- TMPGEnc Authoring Works
- Sony DVD Architect
- Nero Video

Nicht weiter entwickelte Software:
- Adobe Encore
- DVD Studio Pro (Mac OS X)
- MainConcept EVE
- Ulead DVD PowerTools

Freie Software
- DVDStyler (Windows, Linux, Mac OS X)
- GUI for dvdauthor/MuxMan (Windows)
- QDVDAuthor (Linux)
- dvdflick (Windows, Linux)
- IsoBuster (Windows – ermöglicht das Auslesen nicht finalisierter DVDs)
- Bombono (GNU/Linux)